# Larysa Bilozir
Larysa Mykolaivna Bilozir (transliteração em ucraniano: Лариса Миколаївна Кучер, Trostianets, 24 de setembro de 1981) é uma economista, filantropa e política ucraniana. Foi eleita em 2019, para tornar-se membro do parlamento ucraniano.

## Biografia

### Primeiros anos e formação
Bilozir nasceu em 24 de setembro de 1981, em Trostianets, cidade localizada no Oblast de Sumy, no contexto da República Socialista Soviética da Ucrânia, momento histórico em que a Ucrânia foi parte integrante da União Soviética.
Ela entrou no Instituto de Relações Internacionais da Universidade Nacional Taras Shevchenko de Kiev, onde recebeu um diploma em economia. Posteriormente, realizou seu mestrado na área de administração de empresas no International Institute of Management em Bruxelas, capital da Bélgica.

### Carreira e política
Desde o ano de 2004, atua no setor privado em empresas do ramo agropecuário. No ano de 2015, foi eleita representante do Conselho Regional de Vinnytsia e foi chefe de uma fundação de caridade voltada para o tratamento de câncer em crianças e adolescentes.
Nas eleições parlamentares na Ucrânia em 2019, Bilozir foi eleita para o cargo de Deputada do Conselho Supremo da Ucrânia.